# Haemanthus albiflos

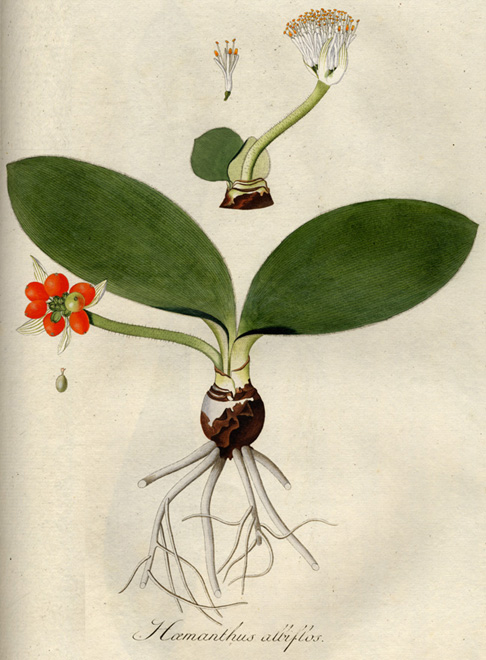
Il·lustració

Haemanthus albiflos és una espècie de planta perenne i bulbosa nativa de Sud-àfrica i pertanyent a la família de les amaril·lidàcies. Se l'utilitza com a planta ornamental per la bellesa de les seves flors.
És una espècie poc resistent, la qual s'ha de conrear en test en interior o en hivernacle. Els bulbs s'enterren arran de terra, en un substrat de terra, torba i sorra a parts iguals. És preferible una ubicació assolellada. Durant el període vegetatiu s'ha d'abonar i regar regularment amb fertilitzant líquid. A l'estiu, després de la floració, la planta entra en repòs, perd les fulles i, en aquest moment, s'han de suspendre els regs i els abonaments. La multiplicació usualment es realitza per divisió dels bulbs durant el període de repòs vegetatiu. El bulb, que té moltes arrels carnoses, és molt sensible als trasplantaments, per la qual cosa s'ha de deixar el màxim temps possible al terreny.
S'ha descobert, d'altra banda, que els extractes alcohòlics dels bulbs d'Haemanthus albiflos  exerceixen una potent acció antiviral.

## Taxonomia
Haemanthus albiflos va ser descrita pel metge, biòleg i botànic holandès, Nikolaus Joseph von Jacquin i publicada a Plantarum Rariorum Horti Caesarei Schoenbrunnensis 1: 31, l'any 1797.

### Etimologia
- Haemanthus: nom genèric que deriva de les paraules gregues: haima i anthos, i significa "flor de sang" en al·lusió al color vermell sang de les flors d'Haemanthus coccineus, la qual va ser la primera espècie del gènere a ser descrita.[5]
- albiflos: epítet específic.

### Sinonímia
- Diacles ciliaris Salisb.
- Diacles pubescens (Herb.) Salisb.
- Haemanthus albiflos var. brachyphyllus Baker
- Haemanthus albiflos var. burchellii Baker
- Haemanthus albiflos var. pubescens (Herb.) Baker
- Haemanthus albomaculatus Baker
- Haemanthus intermedius (Herb.) M.Roem.
- Haemanthus leucanthus Miq.
- Haemanthus pubescens (Herb.) Ker Gawl.
- Haemanthus virescens Herb.
- Haemanthus virescens var. intermedius Herb.
- Haemanthus virescens var. pubescens Herb.[6]